# Jim Brown (cestista)
James Thomas Brown jr., detto Jim (Filadelfia, 13 giugno 1912 – 6 gennaio 1991), è stato un cestista e giocatore di baseball statunitense, professionista nella NBL.

## Carriera
Giocò una stagione nella NBL, disputando 22 partite con 4,7 punti di media.